# Exmore
Exmore est une municipalité américaine située dans le comté de Northampton en Virginie.
Selon le recensement de 2010, Exmore compte 1 460 habitants, ce qui en fait la principale ville du comté. La municipalité s'étend alors sur une superficie de 2,64 milles carrés (6,84 km2).
La localité est fondée en 1884 lors de l'arrivée du New York, Pennsylvania and Norfolk Railroad dans l'Eastern Shore de Virginie,. Selon la légende locale, son nom proviendrait de sa situation comme la dixième gare au sud du Delaware, ; un ouvrier du chemin de fer aurait dit « encore dix autres ! » (« en anglais : X more to go ! »). Son nom pourrait également provenir de l'Exmoor en Angleterre.